# Origlio
Origlio is een gemeente en plaats in het Zwitserse kanton Ticino, en maakt deel uit van het district Lugano.
Origlio telt 1260 inwoners.